# Bo Ralph
Bo Rune Ingemar Ralph (Göteborg, 4 ottobre 1945) è un linguista svedese.
È professore di lingue nordiche presso il dipartimento di lingua svedese dell'Università di Gothenburg. 
È stato eletto membro dell'Accademia svedese il 15 aprile 1999 e ammesso il 20 dicembre 1999. È succeduto nel Seggio numero 2 al filosofo e sociologo Torgny T:son Segerstedt.
È membro della dell'Accademia Norvegese di Scienza e Lettere.

## Opere
Ha pubblicato le seguenti opere.
- Introduktion i historisk språkvetenskap (1971)
- Riktlinjer för en systemlösning till Meijerbergs etymologiska register (1972)
- Contributions to case theory (1972)
- The development of final devoicing in the Germanic languages (1973)
- Constraining predictiveness in phonology (1974)
- Phonological differentiation: studies in Nordic language history (1975)
- Fornsvenska (1984)
- Svenskans grundläggande prepositioner (1984)
- Sicket mål (1986); coautore: Lars-Gunnar Andersson
- Mål på hemmaplan (1987); coautore Lars-Gunnar Andersson
- Torgny Segerstedt: inträdestal i Svenska akademien (1999)